# Lessona
Pour les articles homonymes, voir Lessona (homonymie).
Lessona est une commune italienne d'environ 2 500 habitants, située dans la province de Biella, dans la région Piémont, dans le nord-ouest de l'Italie qui comprend Crosa.

## Économie
Le vignoble de Lessona produit un vin rouge de grande qualité.

## Administration
| Période                                  | Période  | Identité        | Étiquette    | Qualité |
| ---------------------------------------- | -------- | --------------- | ------------ | ------- |
| 14 juin 2004                             | En cours | Giovanni Grosso | Rinnovamento |         |
| Les données manquantes sont à compléter. |          |                 |              |         |

### Hameaux
Lessona Centro, Capovilla, Barale, Foglia, Fabbriche, Ponte Guelpa, Castello, Allacqua, Monte, Principe Lodolo, Valle, Piccone, Ratina, Fiora, Corte, Battiana, Palazzina, Casetti

### Communes limitrophes
Casapinta, Castelletto Cervo, Cossato, Crosa, Masserano, Mottalciata